# Henri Crémieux
Henri Crémieux, nato Henri Gustave Elie Crémieux (Marsiglia, 19 luglio 1896 – Aubagne, 10 maggio 1980), è stato un attore francese.

## Filmografia parziale
- Le perle della corona (Les Perles de la couronne), regia di Sacha Guitry e Christian-Jaque (1937)
- Maschera di sangue (Miroir), regia di Raymond Lamy (1947)
- Orfeo (Orphée), regia di Jean Cocteau (1950)
- La Plus Belle Fille du monde, regia di Christian Stengel (1951)
- Siamo tutti assassini (Nous sommes tous des assassins), regia di André Cayatte (1952)
- Il piacere (Le Plaisir), regia di Max Ophüls (1952)
- I giganti (Gas-oil), regia di Gilles Grangier (1955)
- Fascicolo nero (Le dossier noir), regia di André Cayatte (1955)
- Sangue alla testa (Le sang à la tête), regia di Gilles Grangier (1956)
- La legge è legge, regia di Christian-Jaque (1958)
- Il gorilla vi saluta cordialmente (Le gorille vous salue bien), regia di Bernard Borderie (1958)
- Nella notte cade il velo (Toi, le venin), regia di Robert Hossein (1958)
- Non ho ucciso (125 rue Montmartre), regia di Gilles Grangier (1959)
- Il testamento di Orfeo (Le Testament d'Orphée), regia di Jean Cocteau (1960)
- Il presidente (Le Président), regia di Henri Verneuil (1961)
- Il 7º giurato (Le septième juré), regia di Georges Lautner (1962)
- Uno dei tre (Le glaive et la balance), regia di André Cayatte (1963)
- Intrigo a Parigi (Monsieur), regia di Jean-Paul Le Chanois (1964)
- Cyrano e D'Artagnan (Cyrano et d'Artagnan), regia di Abel Gance (1964)
- Josephine (Les demoiselles de Rochefort), regia di Jacques Demy (1967)
- Tempo di violenza (Le Temps des loups), regia di Sergio Gobbi (1970)
- La favolosa storia di Pelle d'Asino (Peau d'âne), regia di Jacques Demy (1970)
- Portami quello che hai e prenditi quello che vuoi (Les Caprices de Marie), regia di Philippe de Broca (1970)
- Il bel mostro (Un beau monstre), regia di Sergio Gobbi (1971)

## Doppiatore
- L'incantatore Homnibus ne Il flauto a sei Puffi